# Magny-en-Vexin
Magny-en-Vexin là một xã ở tỉnh Val-d'Oise, thuộc vùng Île-de-France ở miền bắc nước Pháp.